# Aiga Zagorska
 (janvier 2025).
Si vous disposez d'ouvrages ou d'articles de référence ou si vous connaissez des sites web de qualité traitant du thème abordé ici, merci de compléter l'article en donnant les références utiles à sa vérifiabilité et en les liant à la section « Notes et références ».
Aiga Zagorska, née le 28 mars 1970 à Tukums, est une coureuse cycliste soviétique puis lituanienne.

## Palmarès sur route
- 1987
  -  Médaillée d'argent du championnat du monde sur route juniors
- 1991
  -  Médaillée de bronze du championnat du monde du contre-la-montre par équipes
- 1992
  - 14e de la course en ligne féminine de cyclisme sur route aux Jeux olympiques d'été de 1992